# 무성 후치경 마찰음

## 발음 설명
무성 후치경 마찰음(無聲後齒莖摩擦音)은 자음의 하나로 후치경에서 조음되는 무성 마찰음이다.

## 조음 방법
손가락을 이와 잇몸 사이에 넣고, 무성 치경구개 마찰음을 발음하면,손가락이 이에 눌리게 된다. 이때 혀를 조금만 뒤로 빼서 발음하면(손가락은 위의 방법으로 입에 댄다)된다. 또 치과에서 나는 소리를 흉내내도 이 소리가 난다. 치과 소리를 흉내낼 때 성대를 울려서 발음하면, 유성 후치경 마찰음이 된다.

## 발음의 예
- 영어: shop의 sh에서 이 소리가 난다.
- 독일어: sch와 /p, t/ 앞의 s에서 이 소리가 난다.
- 이탈리아어: /i, e/ 앞의 sc와 /a, o, u/ 앞의 sci에서 이 소리가 난다.
- 루마니아어: ș에서 이 소리가 난다.
- 프랑스어: 외래어와 묵음이 아닌 ch에서 이 소리가 난다.
- 라트비아어, 슬로베니아어, 리투아니아어: š에서 이 소리가 난다.
- 세르보크로아트어: 키릴 문자 표기의 ш, 라틴 문자 표기의 š에서 이 소리가 난다.
- 롬어: 범 블라흐 라틴 문자 표기의 š에서 이 소리가 난다.
- 알바니아어, 스와힐리어, 소말리어, 하우사어, 와유어, 오로모어, 르완다어: sh에서 이 소리가 난다.
- 헝가리어: s에서 이 소리가 난다.
- 아일랜드어: 좁은 자음 s 뒤에 /f, m, p, r/이 오지 않을 때 이 소리가 난다.
- 튀르키예어, 쿠르만지어: ş에서 이 소리가 난다.
- 마케도니아어, 불가리아어, 타지크어: ш에서 이 소리가 난다.
- 아랍어: ش에서 이 소리가 난다.
- 라디노어: 히브리 문자 표기의 ש, 라틴 문자 표기의 sh에서 이 소리가 난다.
- 현대 히브리어: שׁ에서 이 소리가 난다.
- 요루바어: ṣ에서 이 소리가 난다.
- 촐어, 몰타어, 바스크어, 나와틀어, 유카텍 마야어: x에서 이 소리가 난다.
- 키쿠유어: c에서 이 소리가 난다.
- 총가어: x와 xw에서 이 소리가 난다. xw는 순음화 자음이다.
- 페로어: sj에서 이 소리가 난다.
- 카슈브어: sz에서 이 소리가 난다.

## 같이 보기
- 유성 후치경 마찰음
- 세디유
- 쉽볼렛